# Tarache delecta
Tarache delecta is een vlinder uit de familie van de uilen (Noctuidae). De wetenschappelijke naam van deze soort is voor het eerst voorgesteld als Acontia delecta door Francis Walker in een publicatie uit 1858.
De soort komt voor in de Verenigde Staten.